# İbrahim Edhem Pasza
İbrahim Edhem Pasza (ur. 1818 na wyspie Chios – zm. 1893 w Stambule) – turecki polityk.
Był wychowankiem Koca Mehmeda Hüsrev Paszy (wielkiego wezyra z lat 1839–1841). Odebrał wykształcenie z zakresu inżynierii górniczej w École nationale supérieure des mines de Paris.
Po upadku Midhat Paszy został mianowany przez Abdülhamida II wielkim wezyrem. Stanowisko to piastował od 15 lutego 1877 do 11 stycznia 1878. W czasie jego rządów miała miejsce wojna rosyjsko-turecka (1877–1878).Zrezygnował z funkcji szefa rządu w momencie klęski militarnej sił osmańskich. Reprezentował stronę turecką na Konferencji Konstantynopolitańskiej.